# Изола
Изола (на словенски: Izola) е стар рибарски град и община в югозападна Словения на брега на Адриатическо море. Името му идва от италианската дума исола, означаваща 'осторв'.

## История
На югозапад от мястото, където се намира сегашния град е изградено древено римско пристанище познато като Халиаетум. Град Изола е основан от Аквилейски бежанци през седми век. През девети век крайбрежните райони на Истрия попадат под влиянието на Венеция. Изола е споменат за първ път с името Инсула във Венециански документ наречен Либер Албус от 932 г. През 1267 г. градът със сигурност е част от територията на Венецианската република през 1267 г. и вековете на венецианско управление оставят трайна следа в региона.

## Население
Населението на общината е 15 900 души. Има малко повече мъже (8000) отколкото жени (7900). Словенският е майчин език за мнозинството от населението (10 059) следван от хърватския (1199) и италианския (620).
Население според майчин език, 2002
Словенски 10 059 (69.14%)
Хърватски 1199 (8.24%)
Италианци 620 (4.26%)
Сърбохърватски език 562 (3.86%)
Бошняшки 537 (3.69%)
Сръбски 385 (2.65%)
Македонски 124 (0.85%)
Албански 93 (0.64%)
Унгарски 19 (0.13%)
Германци 10 (0.07%)
Други 941 (6.47%)
Общо 14 549

## Община
Община Изола е официално двуезична, като и словенския и италианския са официални езици. Въпреки това словенският де факто доминира във всички сфери, като официален език на правителството и бизнеса.
Освен град Изола, общината включва още осем села.

## Галерия
- Градският стадион в Изола
- Пристанището в Изола
- Изглед
- Изглед